# Cyanopterus longicornis
Cyanopterus longicornis är en stekelart som först beskrevs av Szepligeti 1911.  Cyanopterus longicornis ingår i släktet Cyanopterus och familjen bracksteklar. Utöver nominatformen finns också underarten C. l. gerstaeckeri.